# Beaussault
Beaussault é uma comuna francesa na região administrativa da Normandia, no departamento de Sena Marítimo. Estende-se por uma área de 18,35 km². Em 2010 a comuna tinha 414 habitantes (densidade: 22,6 hab./km²).